# مختبر علم الأحياء الجزيئي الأوروبي الكيميائي
مختبر علم الأحياء الجزيئي الأوروبي الكيميائي (ChEMBL أو ChEMBLdb) هي قاعدة بيانات حيوية للمواد الكيميائية التي تحمل مواصفات شبيهة بالأدوية. يحتفظ معهد المعلوماتية الحيوية الأوروبية (EBI) بقاعدة البيانات الموجودة في جامعة صندوق ويلكم للجينوم، هينكستون في كامبريدجشير في المملكة المتحدة. طورت قاعدة البيانات شركة إنفارماتيكا ( وهي شركة مختصة بالتقانات الحيوية استحوذت عليها مؤخراً شركة غالاباغوس ن ف، وقد كانت قاعدة البيانات تعرف أصلا ستارلايت. وفي عام 2008 حاز مختبر علم الأحياء الجزيئي الأوروبي على قاعدة البيانات بصفتها جائزة من صندوق ويلكم، مما أدى إلى إنشاء مجموعة مختبر علم الأحياء الجزيئي الأوروبي الكيميائي لعلم الجينوم الكيميائي في معهد المعلوماتية الحيوية الأوروبية، بقيادة جون أوفرنغتون.

## روابط خارجية
- ChEMBLdb
- Kinase SARfari
- ChEMBL-Neglected Tropical Disease Archive
- GPCR SARfari
- The ChEMBL-og Open data and drug discovery blog run by the ChEMBL team.